# 1673

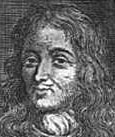
Charles de Batz de Castelmore
(d'Artagnan)

Het jaar 1673 is het 73e jaar in de 17e eeuw volgens de christelijke jaartelling.

## Gebeurtenissen
januari
- 12 - Bij een grote brand in de lijnbaan van 's Lands Zeemagazijn te Amsterdam, wordt voor het eerst de brandslang van Jan van der Heijden gebruikt.

maart
- 22 - Het Engelse Lagerhuis neemt de Test Act aan: hoge functies in leger en staat worden voorbehouden aan Anglicaanse protestanten.

april
- 13 - De Staten van Holland besluiten nieuwe zeesluizen aan te leggen bij de monding van de Stichtse Vecht in de Zuiderzee bij Muiden.
- De Franse bezetter blaast de landpoorten van Harderwijk op. In de stadsmuren worden grote gaten gebroken en de aarden vestingwerken worden deels afgegraven.

juni
- Tussen 13 en 26 - Het Beleg van Maastricht: Maastricht wordt belegerd en gebombardeerd door het Frankrijk van de Zonnekoning Lodewijk XIV. Daarbij sneuvelt ook D'Artagnan, die later zal worden vereeuwigd als een van De drie musketiers.

juli
- 29 - De Nederlandse kapiteins-ter-zee Jacob Binckes en Cornelis Evertsen de Jongste (Keesje de Duivel) heroveren de Nederlandse kolonie Nieuw-Amsterdam dat in 1664 door Engelsen is veroverd. Zij hernoemen de kolonie Nieuw-Oranje naar Willem III van Oranje-Nassau die de kolonie echter in 1674 aan de Engelsen zal teruggeven.

augustus
- 21 - Slag bij Kijkduin: admiraal Michiel de Ruyter voorkomt met hulp van Cornelis Tromp de landing van een Engels-Frans leger bij Den Helder.
- 29 Een zware noordwesterstorm jaagt het water in de Linde hoog op. De Münsterse troepen trekken daarop met hun Franse huurleger in paniek terug, vrezende dat zij bij een eventuele tegenaanval van de Friezen klem zullen komen te zitten. Bij deze terugtocht worden hele dorpen verbrand, en vele soldaten verdrinken, terwijl veel wagens, paarden en wapens verloren gaan, omdat alles in de modder wegzakt.
- 30 - Plechtige ondertekening in Den Haag van de Quadruple alliantie : bondgenootschap tegen Frankrijk in het kader van de Hollandse Oorlog.

september
- 5 - Franse troepen ontruimen Harderwijk. Ze blazen de poorten op en steken de stad in brand. De burgers weten de schade te beperken door kordaat optreden.
- 13 - De Hollandse troepen heroveren Naarden op de Fransen.
- 13 - De Fransen blazen Kasteel Cranendonck op, een Brabants bezit van stadhouder Willem III.

oktober
- oktober - De bisschop van Munster verlaat Steenwijk, en er komt een vredesovereenkomst tot stand.

november
- 1 - Huurtroepen van de Republiek terroriseren het Keulse stadje Rheinbach.
- 12 - Troepen van de Republiek veroveren onder leiding van Willem III Bonn, waardoor de Franse aanvoerlijnen naar troepen in de Republiek afgesneden worden.

## Muziek
- Heinrich Ignaz Franz Biber componeert zijn sonata La battaglia
- Matthew Locke componeert Melothesia
- Jean-Baptiste Lully componeert de opera Cadmus et Hermione

## Bouwkunst

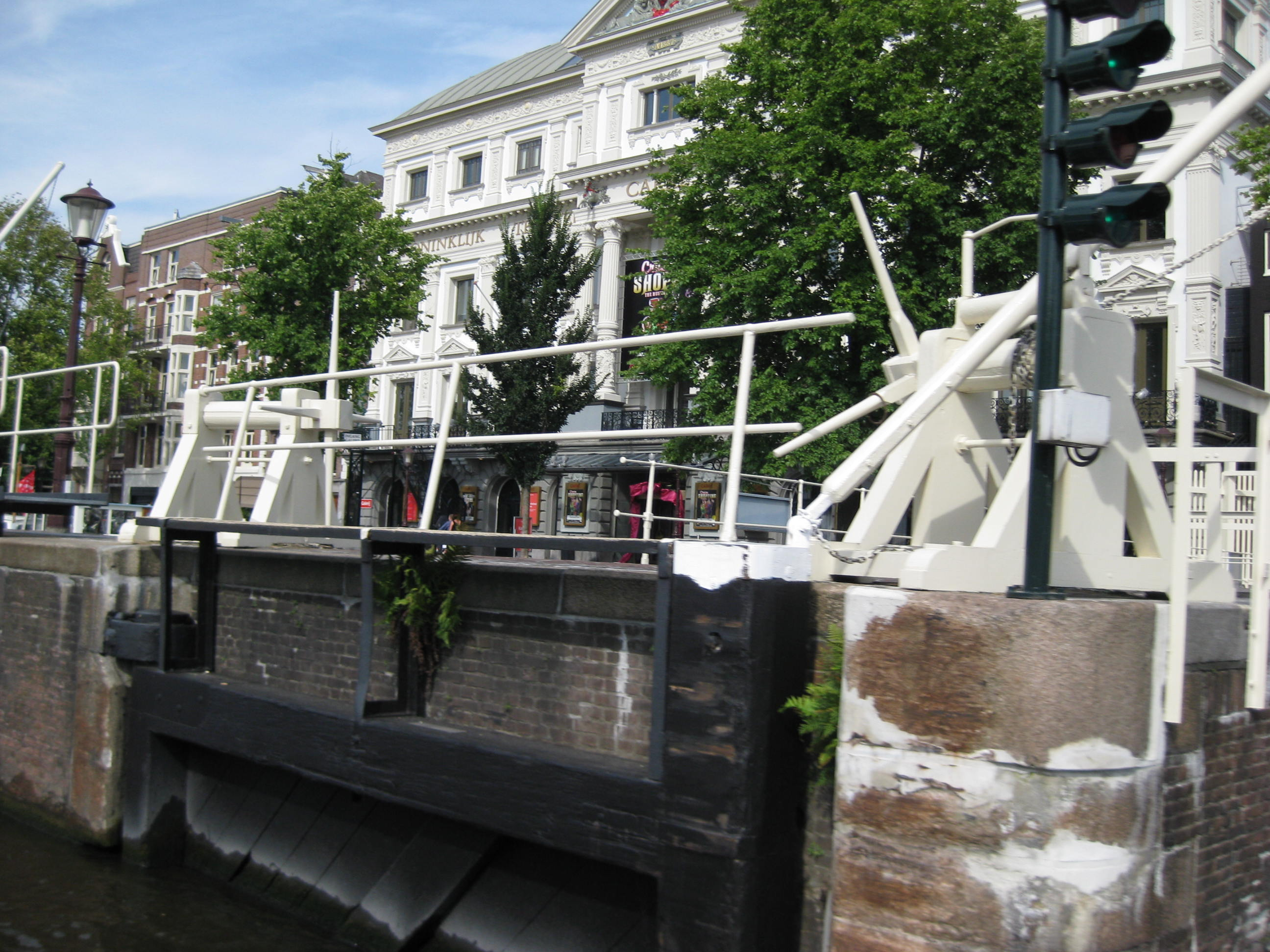
Amstelsluizen (1673)

## Geboren
januari
- 28 - Georg Gsell, Zwitsers barokschilder, kunstadviseur en kunsthandelaar (overleden 1740)
- 31 - Louis-Marie Grignion de Montfort, Frans katholiek priester, ordestichter en heilige (overleden 1716)

april
- 11 - Nicolaas Verkolje, Nederlands kunstschilder (overleden 1746)
- 22 - Maria Moninckx, Nederlandse schilderes en botanisch illustratrice (overleden 1757)
- 27 - Claude Gillot, Frans schilder, etser en decorateur (overleden 1722)

## Overleden
januari
- 3 - Cornelis de Jager (?), Nederlands priester en exorcist

februari
- 17 - Molière (51), Frans dramaturg en toneelschrijver

mei
- 13 (begraven) - Johann Bach (68), Duits componist en organist
- 20 - Johan Sickinghe (24), Nederlands militair en commandant der cavalerie bij het Ontzet van Coevorden
- 28 - Joan Blaeu (76), Nederlands cartograaf

juni
- 25 - Charles de Batz de Castelmore (ca. 61), Frans musketier (d'Artagnan)

augustus
- Bartram de Fouchier (64), Nederlands kunstschilder en glasschilder

november
- 17 - Jacob van der Does (50), Nederlands kunstschilder

datum onbekend
- Hélène Fourment (ca. 59), tweede vrouw van Pieter Paul Rubens
- Johannes Kinnema, houtsnijder